# Fortis Championships Luxembourg 2005 - Doppio
Il doppio del torneo di tennis Fortis Championships Luxembourg 2005, facente parte del WTA Tour 2005, ha avuto come vincitrici Lisa Raymond e Samantha Stosur che hanno battuto in finale Cara Black e Rennae Stubbs con il punteggio di 7–5, 6–1.

## Teste di serie
1. Cara Black /  Rennae Stubbs (finale)
2. Lisa Raymond /  Samantha Stosur (campionesse)

1. Anabel Medina Garrigues /  Dinara Safina (semifinali)
2. Květa Peschke /  Francesca Schiavone (semifinali)

## Tabellone

### Legenda
| - Q = Qualificato - WC = Wild card - LL = Lucky loser | - ALT = Alternate - SE = Special Exempt - PR = Protected Ranking | - w/o = Walkover - r = Ritirato - d = Squalificato |